# Světelné přejezdové zařízení

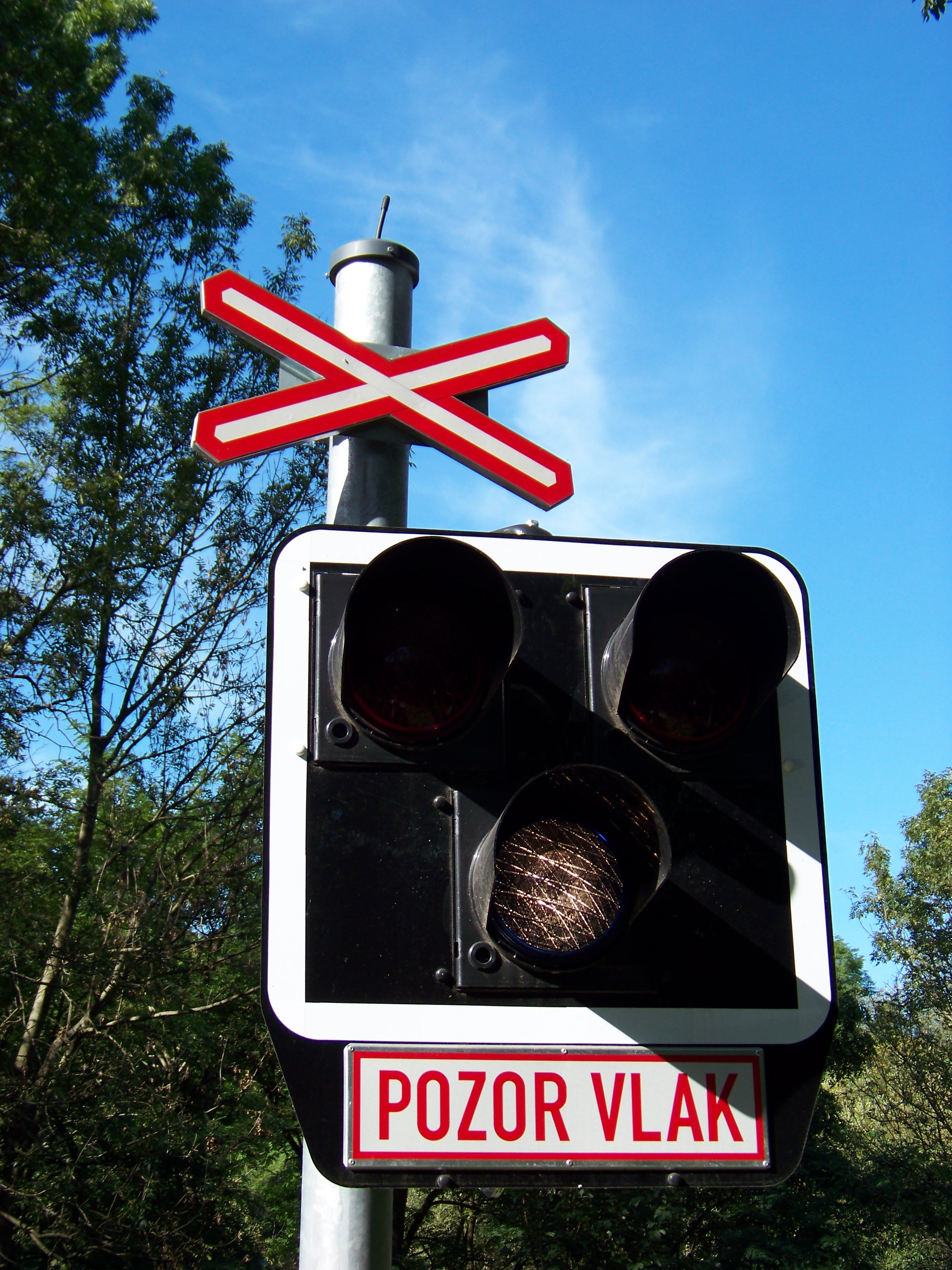
Výstražník typu AŽD 97 v Praze-Holyni

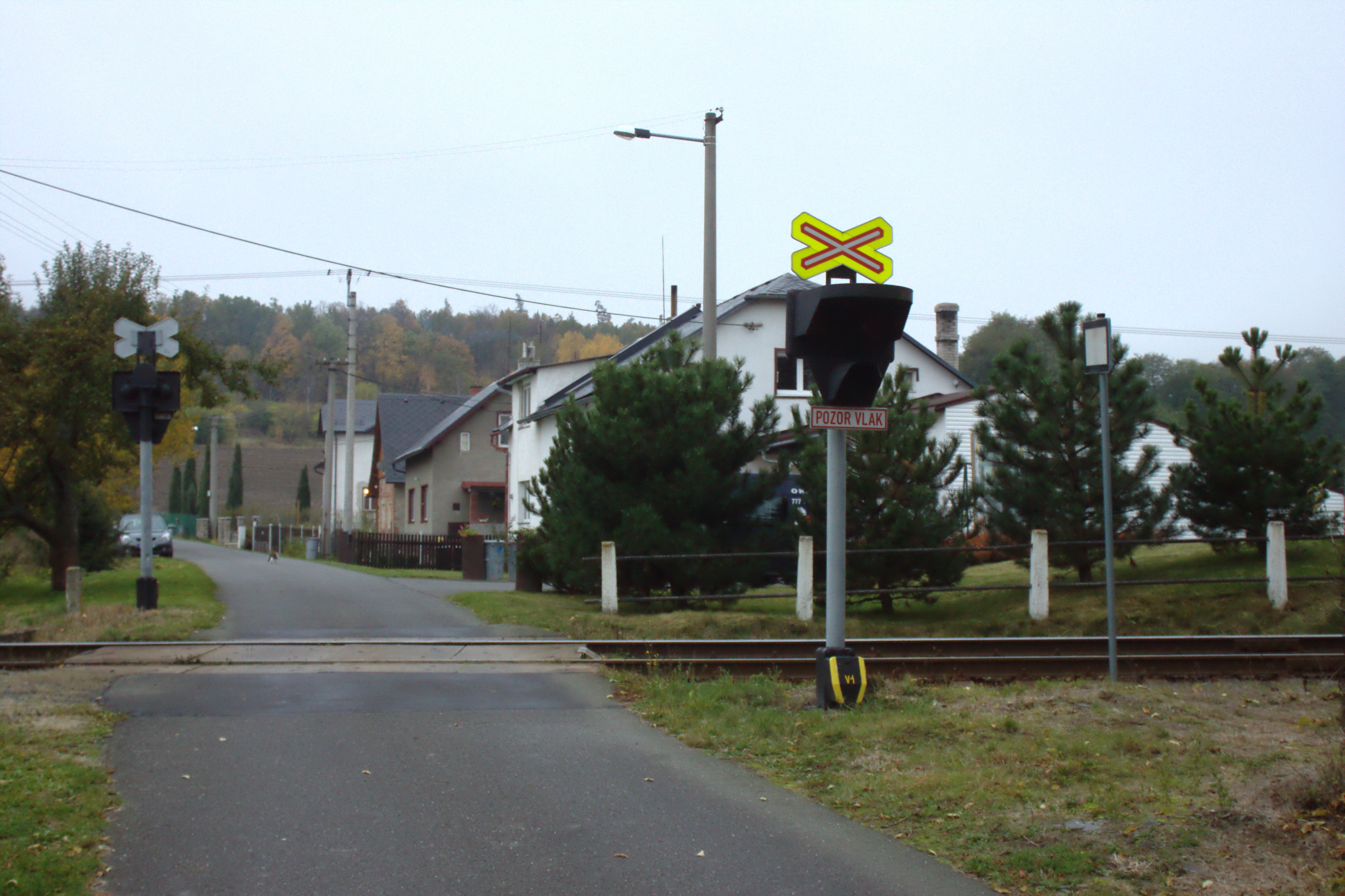
Výstražník typu VÚD v obci Linhartovy

Světelné přejezdové zařízení (nebo také výstražník) je světelné signalizační zařízení pro informování pěších a řidičů vozidel, zda je bezpečně možno přejít nebo přejet přes železniční přejezd.

## Použití v Česku

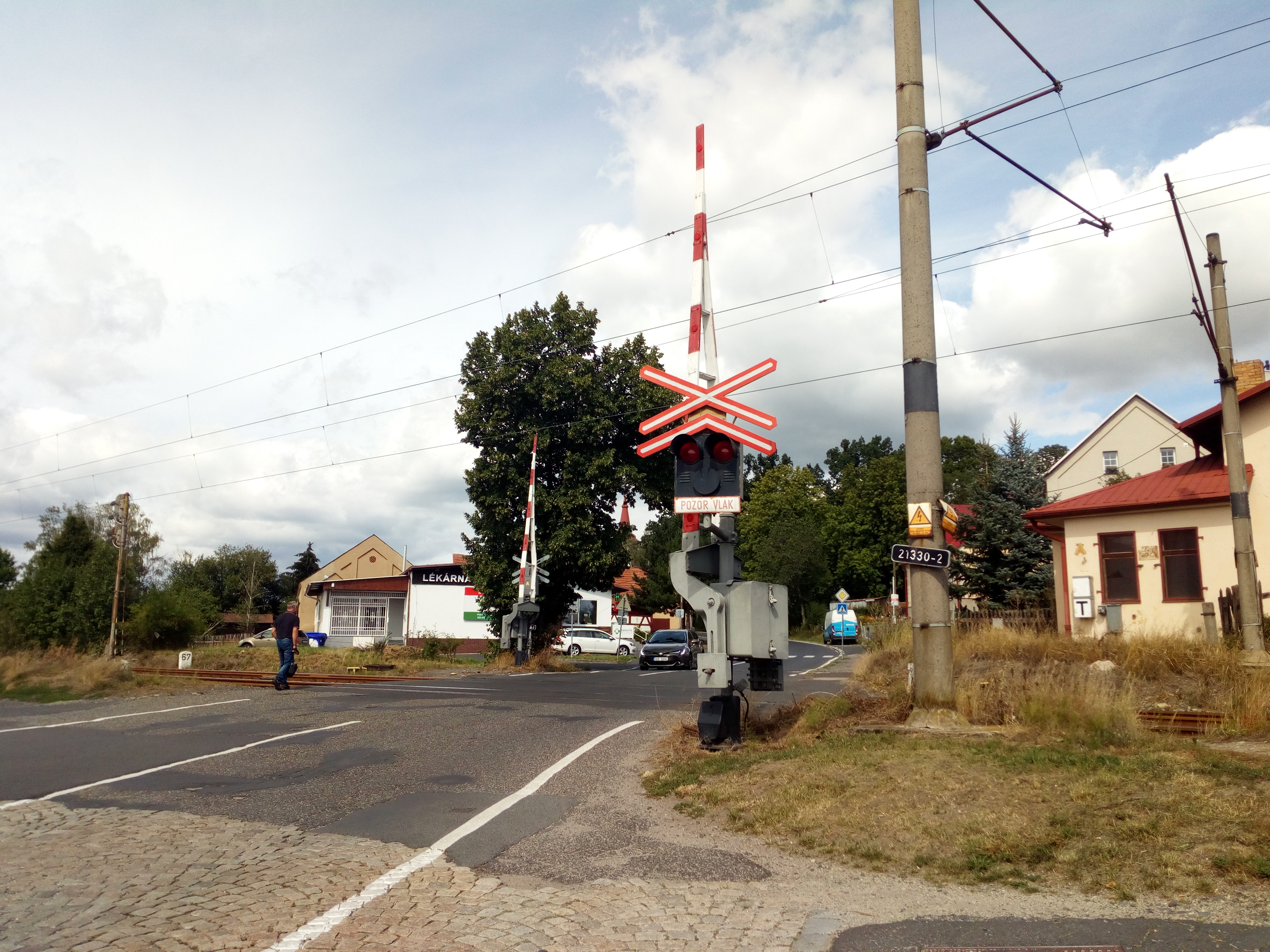
Výstražník typu AŽD 71 ve Františkových Lázních

U starších typů přejezdových zařízení, ovládaných mechanicky prostřednictvím drátovodů, byly součástí mechanismu závor mechanické zvonky, avšak bez světelné signalizace. Samostatně bez závor se signalizace původně nepoužívala. Proto se železniční přejezdy původně dělily na chráněné (se závorami) a nechráněné (bez závor i aktivní signalizace). Světelná signalizace se zvonkem je charakteristická pro zabezpečení s automatickým ovládáním a může být použita jak ve spojení se závorami, tak samostatně bez závor. 
V Česku se používají následující typy výstražníků: Frýba (poslední takový přejezd je v Praze-Komořanech), SSSR (poslední přejezd s výstražníky SSSR lze najít v kombinaci s mechanickými závorami v Sušici), WSSB (poslední výstražníky WSSB jsme donedávna mohli najít u elektrárny Chvaletice (ovšem zničené)), VÚD (někdy chybně uváděno jako VÚD 62), AŽD 71, AŽD 97 (včetně její variace s LED světly AŽD LED-PV), AŽD VLJ-Z (které můžeme najít zatím jen na švestkové dráze a nemají pozitivní světlo), slovenský Betamont, nebo také výstražníky od Scheidt & Bachmann (napodobeniny AŽD 97).
Světelné přejezdové zařízení je doplněno zvonkem. Nejčastější zvonky, se kterými se lze setkat, jsou elektronické zvonky 1. a 2. generace (ZV-01 a ZV-02) od společnosti AŽD Praha. Dále také zvonek klasický a bzučák, jenž se donedávna nacházel v Zadní Třebani. Občas se používá i zvonek od Scheidt & Bachmann.
Železniční výstražníky se používají i u tramvajového křížení s pozemní komunikací. V Jablonci nad Nisou, nedaleko zastávky Brandl, se nacházejí výstražníky typu AŽD 71. Tyto výstražníky byly použity i ve Vratislavicích nad Nisou. Poté byly vyměněny za speciální semafor.
Výstražník může mít i pozitivní (bílé) světlo, které znamená, že se k přejezdu neblíží železniční vozidlo a řidič může projet rychlostí až 50 km/h. Pokud na výstražníku toto světlo není či nebliká, řidič smí projet maximálně 30 km/h a před přejetím kolejí musí přibrzdit a řádně se rozhlédnout!
Světelné přejezdové zařízení může být doplněno závorami s elektromotorickým nebo hydraulickým pohonem. Závora může být doplněna zábranou pro slepeckou hůl. Výstražníky – stejně jako přejezdy bez světelné signalizace – jsou doplněny výstražným křížem, který upozorňuje na úrovňové křížení pozemní komunikace s železnicí.